# 松山街道 (锦州市)
松山镇，是中华人民共和国辽宁省锦州市太和区下辖的一个乡镇级行政单位。

## 行政区划
松山镇下辖以下地区：
松山村、水手营子村、王姓屯村、北壕村、大穆村、大岭村、东沟村、梁家村、裴单村、陆家村、水泉村、南三道壕村、齐家窝铺村、北三道壕村、巧鸟村、双十村、鲍家村、大管村、关家村、川心店村、方家村、柏家村、太平村和苗家村。